# Plain White T's
Plain White T's je pětičlenná americká pop rocková skupina, původně z Illinois. Založili ji v roce 1997 kamarádi Ken Fletcher a Tom Higgenson, který je i frontmanem skupiny. Kapela, která původně začínala hrát v garáži se postupně proslavovala a Plain White T's začali vystupovat v chicagských barech, klubech a podobně. Mezitím se uskutečnilo i pár změn v kapele v podobě odchodu zakladatele Kena Fletchera a příchod baskytaristy Mika Retonda do kapely. Skupina pravděpodobně proslavila nejvíce píseň Hey there Delilah, která po čtyři týdny držela první místo v americké hitparádě a v Evropě se stala nejstahovanější písní.
Roku 2008 obdrželi nominaci na Grammy právě za singl Hey there Delilah. Za dobu své existence zatím vydali 4 alba. Skupina také navštívila Českou republiku, hrála 19. srpna 2008 v Rock Café v Praze.

## Historie

### Úplné počátky
Skupina byla založena v Illinois roku 1997. Zpěvák a kytarista Tom Higgenson a basista Ken Fletcher byli původní zakladatelé. Postupně se k nim na podzim roku 1997 přidal bubeník Dave Tirio, aby vytvořili power-pop-trio. Skupina přerušila na nějakou dobu svoje vystoupení, když zpěvák Higgenson utrpěl vážné zranění při autonehodě. V roce 2002 vydávají svoje první album Stop.

### Průlom
V roce 2006 skupina spolupracovala s Motion City Soundtrack na turné. Hey there Delilah bylo poprvé vydána na jejich třetím albu All we needed, které bylo nahráno roku 2005. Ten samý rok byla skupina uvedena jako Hip Clipz na internetových stránkách Curly Grrlz Skateboards. Roku 2008 vydávají další album Big bad world, který obsahuje další hity jako 1, 2, 3, 4 nebo Natural disaster. Díky těmto singlům se dostali mezi známé kapely a později roku 2008 odjeli na turné se skupinami jako Panic at the Disco, Dashboard Confessional a dalšími. Zahráli také na festivalu Give it a name ve Velké Británii.

### Wonders of the Younger - nový zvuk roku 2010
Skupina vydala nový singl Rhytm of love, který vychází na začátku roku 2010. Píseň je první z jejich nového alba Wonders of the Younger. Rhytm of love zcela změnila jejich styl hudby a nechává za sebou jemné kytarové tóny a nahrazuje je tzv. live-in-the-room kalifornským akustickým popem. Je to první píseň, kterou hráli bez jejich hlavního zpěváka Toma Higgensona, kterého v několika singlech nahradil kytarista a vokalista Tim Lopez.

## Členové kapely
- Tom Higgenson - vokály, akustická kytara
- De'Mar Hamilton - bubny
- Dave Tirio - kytara
- Tim Lopez - vokály, akustická kytara
- Mike Retondo - basová kytara
- Ken Fletcher - basová kytara (odešel ze skupiny roku 2005)
- Steve Mast - vokály, kytara (odešel ze skupiny roku 2008)

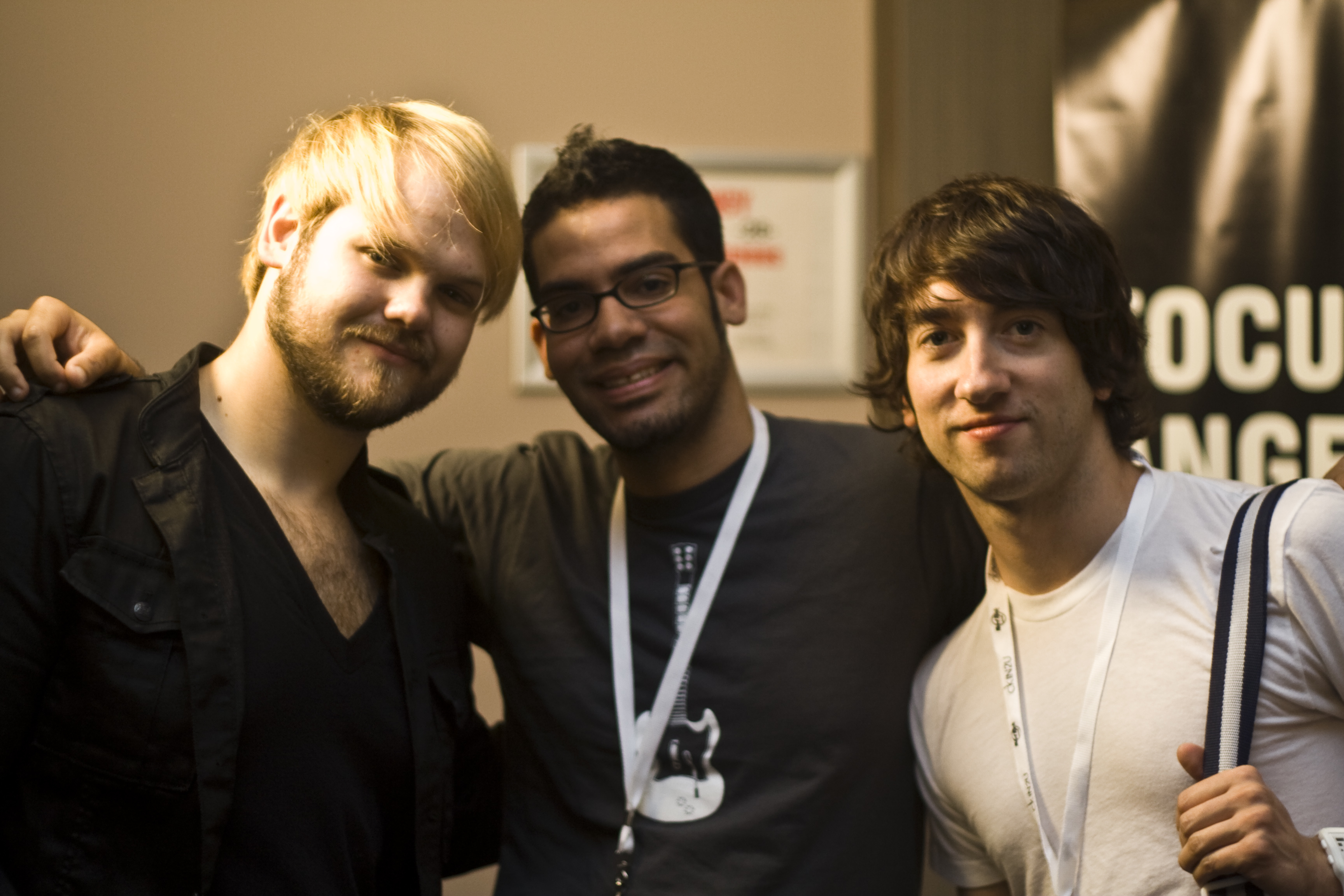
Plain White T's
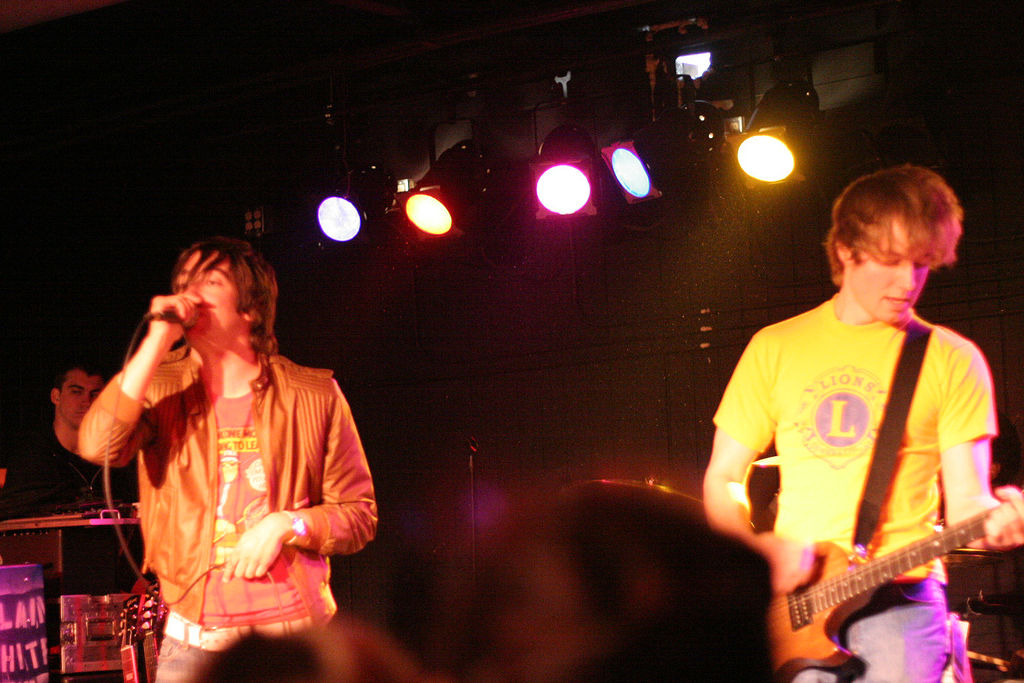
Plain White T's
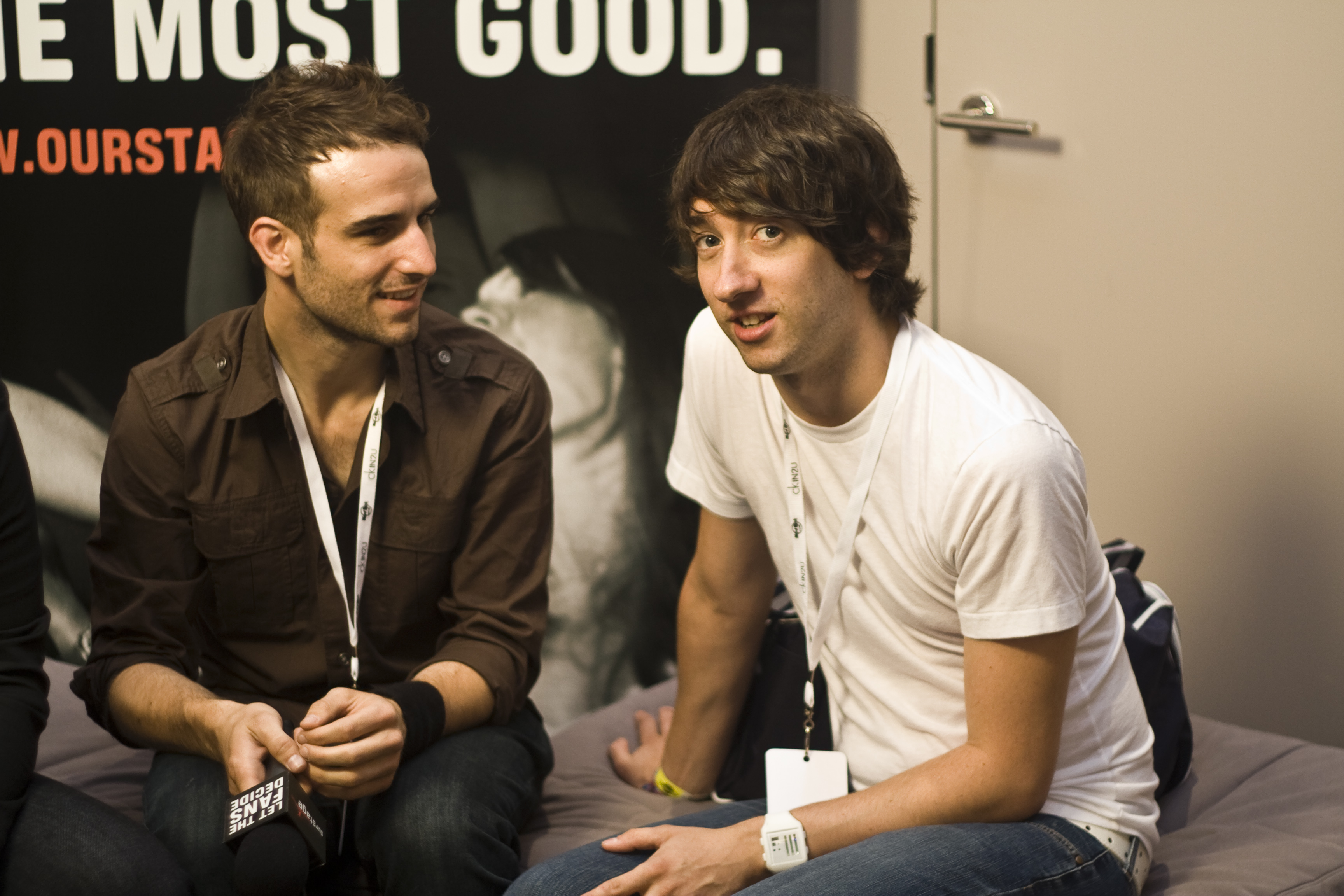
Tom Higgenson

## Diskografie

### Stop (2002)
- Stop
- What if
- Fireworks
- Leavin'
- Shine

### All that we needed (2005)
- Faster
- Last call
- Hey there Delilah
- My only one
- Sad story

### Every second counts (2007)
- So damn clever
- Come back to me
- Hate (I really don't like you)
- You and me
- Gimme a chance

### Big bad world (2008)
- Natural disaster
- Rainy day
- 1,2,3,4
- That girl
- Sunlight